# اندیکاسیون
در پزشکی، اندیکاسیون (به فرانسوی: Indication) یا مورد مصرف، دلیل قابل قبولی برای استفاده از برخی آزمایش‌ها، داروها، اعمال طبی یا جراحی‌ها است. ممکن است اندیکاسیون‌های متعددی برای استفاده از یک عمل طبی یا دارو موجود باشند. اندیکاسیون ممکن است اغلب با اصطلاح تشخیص اشتباه شود. تشخیص، ارزیابی از وجود یک وضعیت [پزشکی] است، در حالی که اندیکاسیون دلیلی برای استفاده. متضاد اندیکاسیون، یعنی ضد-اندیکاسیون، دلیلی برای اجتناب از تجویز یک درمان پزشکی، در مواردیست که ریسک‌های درمانی به وضوح بر مزایای آن می چربند.
در ایالات متحده، اندیکاسیون‌های داروهای نسخه‌ای توسط FDA تأیید می گردند.